# Бага, Жюль
Жюль Ив Стефа́н Бага́ (фр. Jules Yves Stephane Baga; 14 июня 1987, Яунде, Камерун) — камерунский футболист, нападающий .

## Биография

### Клубная карьера
Начал карьеру на родине в Камеруне. Затем перешёл в таиландский клуб «Чонбури». В 2007 году «Чонбури» стал чемпионом Таиланда, а в следующем году серебряным призёром. Вместе с командой участвовал в азиатской Лиги чемпионов в 2008. Тогда «Чонбури» заняло последнее место в группе, Бага смог забить два гола в матче против клуба «Мельбурн Виктори» (3:1).
В начале сентября 2008 года перешёл в луганскую «Зарю». В чемпионате Украины дебютировал 20 сентября 2008 года в матче против «Харькова» (2:3). В сезоне 2008/09 Бага сыграл 18 матчей и забил 1 мяч, по ходу сезона запомнился браком при реализации моментов. Летом 2009 году он покинул команду, позже появилась информация о том, что Бага побывал на просмотре в днепропетровском «Днепре».
Затем он вновь вернулся в «Чонбури». Зимой 2011 года перешёл в бельгийский «Буссю Дур Боринаж».

### Карьера в сборной
Выступал за молодёжную сборную Камеруна до 21 года и провёл 8 матчей и забил 3 гола.

## Достижения
- Чемпион Таиланда: 2007
- Серебряный призёр чемпионата Таиланда: 2008